# Аринахин, Александр Фёдорович
Александр Фёдорович Аринахин  (28 сентября 1947, с. Ушинка, Земетчинский район, Пензенская область, РСФСР, СССР — 11 ноября 2019, Москва, Россия) — советский и российский военачальник. Помощник начальника Генерального штаба Вооруженных Сил Российской Федерации (1996—2001), генерал-лейтенант.

## Биография
Родился в 1947 году в селе Ушинка Пензенской области.
В Вооруженных силах с 1964 года. В 1967 году окончил Казанское высшее танковое командное училище, в 1975 году — Военную академию бронетанковых войск им. Малиновского, в 1986 году — Военную академию Генерального штаба.
В войсках прошел путь от командира взвода до начальника штаба танковой дивизии. С сентября 1975 года по сентябрь 1979 года — начальник штаба 68-го гвардейского танкового Житомирско-Берлинского Краснознамённого орденов Суворова, Кутузова, Богдана Хмельницкого и Александра Невского полка.
1989—1991 — начальник штаба советнического аппарата в Афганистане.
В 1992—1996 годах возглавлял направление по миротворческим операциям в Генеральном штабе Вооруженных сил Российской Федерации. С 1996 по 2001 год — помощник начальника Генерального штаба Вооруженных сил Российской Федерации.
Был женат. Двое детей.
После окончания службы занимался ветеранским движением.
Скончался на 73-м году жизни 11 ноября 2019 года. 13 ноября похоронен на Троекуровском кладбище Москвы.

## Награды
- Орден Красной Звезды,
- Орден Красной Звезды,
- Орден Мужества,
- Медаль «За укрепление боевого содружества»,
- Юбилейная медаль «Двадцать лет Победы в Великой Отечественной войне 1941—1945 гг.»,
- Юбилейная медаль «300 лет Российскому флоту»,
- Медаль «Ветеран Вооружённых Сил СССР»,
- Юбилейная медаль «50 лет Вооружённых Сил СССР»,
- Юбилейная медаль «60 лет Вооружённых Сил СССР»,[2]
- Юбилейная медаль «70 лет Вооружённых Сил СССР»,[3]
- Медаль «За безупречную службу» I степени,
- Медаль «За безупречную службу» II степени,
- Медаль «За безупречную службу» III степени,
- Медаль «За ратную доблесть»,
- Медали СССР,
- Медали РФ,
- Награды зарубежных государств.